# Chantelle (marque)
Ne pas confondre avec la commune de l'Allier Chantelle
Chantelle est une marque appartenant au Groupe Chantelle, à l'origine une entreprise française de lingerie féminine fondée en 1876 par François Auguste Gamichon. Le terme « Chantelle » apparait en 1949 en tant que marque puis devient le nom de l'entreprise en 1976.
Pionnière dans la fabrication du tricot caoutchouté, la marque Chantelle s’est développée grâce au « tulle Kretz » utilisé dans ses gaines puis soutiens-gorge. L’entreprise appartient depuis les années 1900 et jusqu’à aujourd’hui à la famille Kretz.

## Histoire
En 1876, François Auguste Gamichon crée la société fabricant de tricots élastiques, qui deviendra « Chantelle » bien plus tard. L'entreprise se spécialise dans la fabrication de ceintures abdominales et de tissus élastiques. François Auguste Gamichon exploite ainsi la découverte de la vulcanisation du caoutchouc qui permet sa conservation. Les produits s’exportent alors jusqu’en Amérique latine. En 1898, il s’associe avec son neveu, Paul-Maurice Kretz, le premier représentant de la famille Kretz. La société change de nom et devient les Établissements Kretz. Il rebaptise « Gamichon-Kretz » puis « Établissement Kretz »
Maurice Kretz, neveu du fondateur de la société, lance la fabrication de corsets à partir de tissus élastiques en 1902[réf. nécessaire].
Dans les années 1930, Jean Kretz, ingénieur textile et fils de Maurice Kretz, affine les méthodes de tissage.
En 1936, Il prend la tête de l’entreprise qu'il baptise Snek (Société nouvelle des Établissements Kretz). Il invente alors un tissu élastique en largeur et en hauteur, le « tulle Kretz », tissu élastique qui permettra quelques années plus tard le lancement des gaines Chantelle.
Dans les années 1940, Claude Kretz, qui a  rejoint son père Jean dans la société, utilise le « tulle Kretz » pour fabriquer les premières gaines. Claude Kretz reprend l’affaire en 1949 et lance la confection de gaines. Il redécouvre le nom Chantelle déposé par son grand-père Paul-Maurice. La marque « Chantelle » nait en 1949 pour nommer une gaine. Établissement Kretz devient rapidement le premier corsetier français avec 20 % des parts de marché et un slogan devenu célèbre : « Chantelle, la gaine qui ne remonte pas ». 
Chantelle lance son premier soutien-gorge en 1961. L'année suivante, Chantelle ouvre à Épernay, en Champagne, sa première usine de confection de soutiens-gorge, marquant ainsi l’aboutissement de la carrière de Jean Kretz. La même année, la marque s'exporte et ouvre une filiale en Allemagne. Cinq ans plus tard, les Établissements Kretz s'installent à Saint-Herblain. Dans les années 1970, l'entreprise compte cinq cents salariés et ouvre une usine à Lanester en 1973.
Elle lance son modèle Fête en dentelle de Calais, puis en 1972, son modèle Défi, premier soutien-gorge moulé. Les soutiens-gorge deviennent très rapidement le moteur de développement de la société. En 1976, l'entreprise Kretz prend le nom de sa marque, Chantelle.
À partir de 1968, l’usine de Saint-Herblain est le lieu d’une activité syndicale importante ; les événements de mai 68 voient une grève de plusieurs semaines se produire ; l’usine est occupée ; une section syndicale CFDT est créée au sein de l’entreprise (avec le soutien du milieu ouvrier local). Aux premières élections professionnelles, la participation est importante ; en 1972 se monte une section CGT. Plusieurs conflits sociaux s’y déroulent dans les années 1970 et 1980, d’ampleur variable ; on note une grève générale de deux mois en 1981-1982.
En 1994, l'usine de production de Saint-Herblain est fermée après un an de mobilisation des ouvrières.
Dans les années 2010, Chantelle propose deux innovations : Spacer et Memory Foam[réf. nécessaire].
En 2013, Chantelle lance sa première collection Bain pour la saison printemps-été[réf. nécessaire].

## Produits emblématiques
1970 : Le modèle Fête en dentelle de Calais connait un succès immédiat et est vendu à plus d’un million d’exemplaires par an pendant plusieurs années. 
1972 : Introduction sur le marché du modèle « Défi » - le tout premier soutien-gorge moulé -, sans couture, privilégiant le maintien de la poitrine. 
1982 : Lancement de la collection « Les chéris » 1983 : « Vertige », transparence et décolletés vertigineux, accompagnée d’une campagne de Jacques Séguéla. 
1996 : Influencée par son marché américain, Chantelle lance ses premiers soutiens-gorge à coque avec la ligne  « Essensia ». 
1999 : Le soutien-gorge moulé « Hedona » 
2005 : Lancement de la ligne « Africa »

## Campagnes de publicité
1950 : Pin-up dessinée par Pierre-Laurent Brenot avec le slogan emblématique « la gaine qui ne remonte pas » 
1956 : Campagne publicitaire qui fait danser la silhouette d’une femme portant une parure Chantelle dont l’image se dédouble comme un reflet, nue – photographie de Deval 
1959 : Au Festival International du film publicitaire de Cannes, Chantelle obtient le premier prix pour son film Fugue.
1972 : Campagne télévisée et presse « Fête » de Chantelle
1978 : Campagne télévisée et presse « Défi » de Chantelle 
1984 : Campagne télévisée, affichage et presse « Chantelle aime les seins »
1988 : Campagne « Chantelle, votre garde-robe de dessous » 
1993 : Campagne « C’est peut-être un détail, mais c’est un Chantelle » 
2004 – 2007 : Campagne « Chantelle Paris habille les femmes du monde » – photographies de Thierry Desmarquet
2007 : Campagne « Au-delà de la beauté » avec le top model Stéphanie Seymour, photographiée par Peter Lindbergh
2014 : Nouvelle campagne de Greg Kadel avec Maryna Linchuk et Robyn Lawley